# Miriam Gössner
Miriam Gössner (Garmisch-Partenkirchen, 21 giugno 1990) è un'ex biatleta e fondista tedesca.
È moglie dello sciatore alpino Felix Neureuther.

## Biografia

### Stagioni 2008-2009
La Gössner ha iniziato la carriera gareggiando prevalentemente nel biathlon, in questa specialità il suo primo risultato di rilievo è stato ai Mondiali juniores di Ruhpolding, nel 2008, dove ha gareggiato nella categoria "juniores" benché la giovanissima età le inserisse nella categoria "giovani" e dove ha conquistato la medaglia d'oro nella staffetta. L'anno successivo ha preso parte alla rassegna iridata di Canmore, nella quale ha vinto tre medaglie: il bronzo nella staffetta, l'argento nella sprint e l'oro nell'inseguimento. Vinse quest'ultima medaglia nonostante una prova al poligono con ben otto errori su venti bersagli; tuttavia mise in luce la sua principale qualità, ovvero la velocità sugli sci, facendo segnare il miglior tempo assoluto, cosa che peraltro era già accaduta nelle altre prove disputate nel corso della manifestazione, come nell'individuale o nella sprint.
Questa caratteristica non è passata inosservata a Jochen Behle, selezionatore tecnico dello sci di fondo della nazionale tedesca che ha deciso di convocarla per i Mondiali di Liberec; qui ha disputato la sprint a tecnica libera, in cui si è classificata 19ª, ed è stata inserita come terza frazionista nella gara della staffetta, dove ha conquistato la medaglia d'argento, confermando le sue ottime doti di fondista con il miglior tempo di frazione. Il 7 marzo dello stesso anno ha fatto il suo esordio nella Coppa del Mondo di sci di fondo cogliendo il 15º posto nella sprint a tecnica libera di Lahti.

### Stagioni 2010-2012
Nella Coppa del Mondo di biathlon ha disputato la sua prima gara il 2 dicembre 2009, l'individuale di Östersund, conclusa in 73ª posizione; dopo la sprint, disputata tre giorni dopo nella stessa località, non è stata più convocata per partecipare alla Coppa in quella stagione. Di questa scelta ne ha beneficiato il settore dello sci di fondo tedesco, che l'ha vista alla partenza in alcune gare di Coppa del Mondo e soprattutto ai XXI Giochi olimpici invernali di Vancouver 2010, dove ha preso il via nella gara 10 km a tecnica libera, piazzandosi al 21º posto, e nella staffetta nella quale, in compagnia di Katrin Zeller, Evi Sachenbacher-Stehle e Claudia Nystad, ha ottenuto la medaglia d'argento. Il 7 marzo 2010 ha conquistato il suo primo podio in Coppa del Mondo di sci di fondo, sempre in staffetta.
Nonostante i buoni risultati ottenuti in questa disciplina e la pressione di Behle, che avrebbe voluto inserirla in pianta stabile nella nazionale dei fondisti, la Gössner ha continuato a preferire il biathlon. Il 3 dicembre 2010, alla sua quarta presenza in una gara di Coppa del Mondo di biathlon, ha ottenuto il primo podio arrivando seconda nella sprint di Östersund. Nella stessa stagione è salita altre tre volte sul podio di Coppa oltre ad aver conquistato il titolo iridato con la staffetta ai Mondiali di Chanty-Mansijsk.

### Stagioni 2013-2017
Nella stagione 2012-2013 ha conquistato la prima vittoria nella Coppa del Mondo di biathlon, il 15 dicembre 2012 a Pokljuka. Nella stessa stagione, sebbene non avesse più preso parte a gare di fondo ad alto livello dal marzo del 2010, ha partecipato ai Mondiali di sci nordico della Val di Fiemme (4ª nella 10 km il miglior risultato).
Nel maggio del 2013 un grave incidente occorsole in mountain bike le ha provocato la frattura quattro vertebre e la lesione di un disco intervertebrale; ha comunque tentato di ritornare alle gare nella stagione 2013-2014, con l'obiettivo di qualificarsi per i XXII Giochi olimpici invernali di Soči 2014, ma nel gennaio del 2014 è stata costretta ad annunciare la sospensione dell'attività agonistica e la necessità di dedicarsi esclusivamente alla riabilitazione in vista del prosieguo della carriera.
La Gössner è rientrata dall'infortunio nella stagione 2014-2015 e l'anno successivo è salita nuovamente sul podio, conquistando il 3º posto nella sprint di Hochfilzen.

## Palmarès

### Biathlon

#### Mondiali
- 2 medaglie:
  - 2 ori (staffetta[8] a Chanty-Mansijsk 2011; staffetta[8] a Ruhpolding 2012)

#### Mondiali juniores
- 4 medaglie:
  - 2 ori (staffetta a Ruhpolding 2008, inseguimento a Canmore 2009)
  - 1 argento (sprint a Canmore 2009)
  - 1 bronzo (staffetta a Canmore 2009)

#### Coppa del Mondo
- Miglior piazzamento in classifica generale: 9ª nel 2013
- 16 podi (10 individuali, 6 a squadre), oltre a quelli conquistati in sede iridata e validi anche ai fini della Coppa del Mondo:
  - 5 vittorie (3 individuali, 2 a squadre)
  - 6 secondi posti (5 individuali, 1 a squadre)
  - 5 terzi posti (2 individuali, 3 a squadre)

##### Coppa del Mondo - vittorie
| Data             | Località              | Nazione' | Specialità                                                        |
| ---------------- | --------------------- | -------- | ----------------------------------------------------------------- |
| 15 dicembre 2012 | Pokljuka              | Slovenia | PU                                                                |
| 5 gennaio 2013   | Oberhof               | Germania | SP                                                                |
| 11 gennaio 2013  | Ruhpolding            | Germania | SP                                                                |
| 20 gennaio 2013  | Anterselva            | Italia   | RL (con Franziska Hildebrand, Nadine Horchler e Andrea Henkel)    |
| 10 marzo 2013    | Soči Krasnaja Poljana | Russia   | RL (con Andrea Henkel, Evi Sachenbacher-Stehle e Laura Dahlmeier) |

Legenda:

PU = inseguimento

SP = sprint

RL = staffetta

### Sci di fondo

#### Olimpiadi
- 1 medaglia:
  - 1 argento (staffetta a Vancouver 2010)

#### Mondiali
- 1 medaglia:
  - 1 argento (staffetta a Liberec 2009)

#### Coppa del Mondo
- Miglior piazzamento in classifica generale: 52ª nel 2010
- 1 podio (a squadre):
  - 1 secondo posto